# Urmașii lui Noe
Urmașii lui Noe prezintă o reprezentare grafică a genealogiei urmașilor lui Noe de la potop și până la părinții celor 12 triburi evreiești, conform Bibliei.